# Affrancazione
In diritto italiano, l'affrancazione è l'acquisto della proprietà da parte dell'enfiteuta mediante il pagamento di una somma di denaro.
Il diritto di affrancazione è un diritto potestativo dell'enfiteuta: il concedente non può rifiutarsi di prestare il proprio consenso. Ove il concedente non consenta a liberare il suo fondo, e quindi a statuirgli la pienezza della proprietà, l'enfiteuta si rivolge al giudice ordinario per ottenere una sentenza costitutiva di affrancazione di fondo.
La legge 18 dicembre 1970 n. 1138, pubblicata sulla Gazzetta Ufficiale del 15 gennaio 1971, prevede all'art. 9 che l'affrancazione si possa realizzare mediante il pagamento di una somma pari a quindici volte l'ammontare del canone, modificando la precedente disciplina codicistica, la quale prevedeva che la somma fosse pari a venti volte il canone.

## Tipi di affrancazione
Ci sono vari tipi di affrancazione:
- In caso di enfiteusi stricto sensu legata alle previsioni del codice civile[1], l'affrancazione è l'acquisto della proprietà da parte dell'enfiteuta mediante il pagamento di una somma di denaro. Il diritto di affrancazione è un diritto potestativo dell'enfiteuta: il concedente non può rifiutarsi di prestare il proprio consenso. Ove il concedente non consenta a liberare il suo fondo e quindi a statuirgli la pienezza della proprietà, l'enfiteuta si rivolge al Giudice ordinario per ottenere una sentenza costitutiva di affrancazione di fondo. La legge 18 dicembre 1970 n. 1138, pubblicata sulla Gazzetta Ufficiale del 15 gennaio 1971, prevede all'art. 9, che l'affrancazione si possa realizzare mediante il pagamento di una somma pari a quindici volte l'ammontare del canone, modificando quindi la precedente disciplina codicistica, che prevedeva che la somma fosse pari a venti volte il canone. L'affrancazione può essere perfezionata solo attraverso atto pubblico, in quanto il vincolo rappresenta un onere giuridico sull'immobile e può quindi essere cancellato solo attraverso un rogito regolarmente trascritto presso il competende Ufficio di Pubblicità Immobiliare (Conservatoria R.R.I.I.). Questo atto può essere rogato da un segretario comunale, se il concedente è un comune, oppure da un Notaio.
- In caso di quotizzazione di terre civiche ai sensi degli artt. 19, 20 e 21 della Legge 1766/1927[2], l'assegnazione dei terreni viene fatta a titolo di enfiteusi; la proprietà non viene trasferita al momento dell'ordinanza di quotizzazione (come succede invece per le quotizzazioni precedenti all'entrata in vigore della L. 1766/1927) bensì solo con l'affrancazione; prima dell'affrancazione le unità suddette non perdono la loro natura demaniale e non potranno essere divise, alienate o cedute per qualsiasi titolo.
- In caso di canone (demaniale) di natura enfiteutica imposto nella sdemanializzazione delle terre civiche[3], la proprietà si è già trasferita a monte con un'ordinanza di:
legittimazione[4] (art. 10 Legge 1766/1927)
conciliazione[5] (art. 51 del RD 03/07/1861, art. 29 della Legge 1766/1927)
trasformazione in enfiteusi perpetua[6] (art. 26 RD 332/1928)
quotizzazione precedente alla Legge 1766/1927[7] (Legge 01/09/1806, art. 32 RD 03/12/1808)
trasformazione in colonia perpetua inamovibile[8] (art. 28 del RD 10/03/1810);
quindi l'affrancazione fa venir meno il solo dovere di corrispondere il canone di natura enfiteutica imposto.

## Riferimenti normativi
- Regio decreto-legge 15 luglio 1923, n. 1717 - Riforma delle vigenti disposizioni sulla affrancazione dei canoni, censi ed altre prestazioni perpetue